# Toronto Belt Line Railway

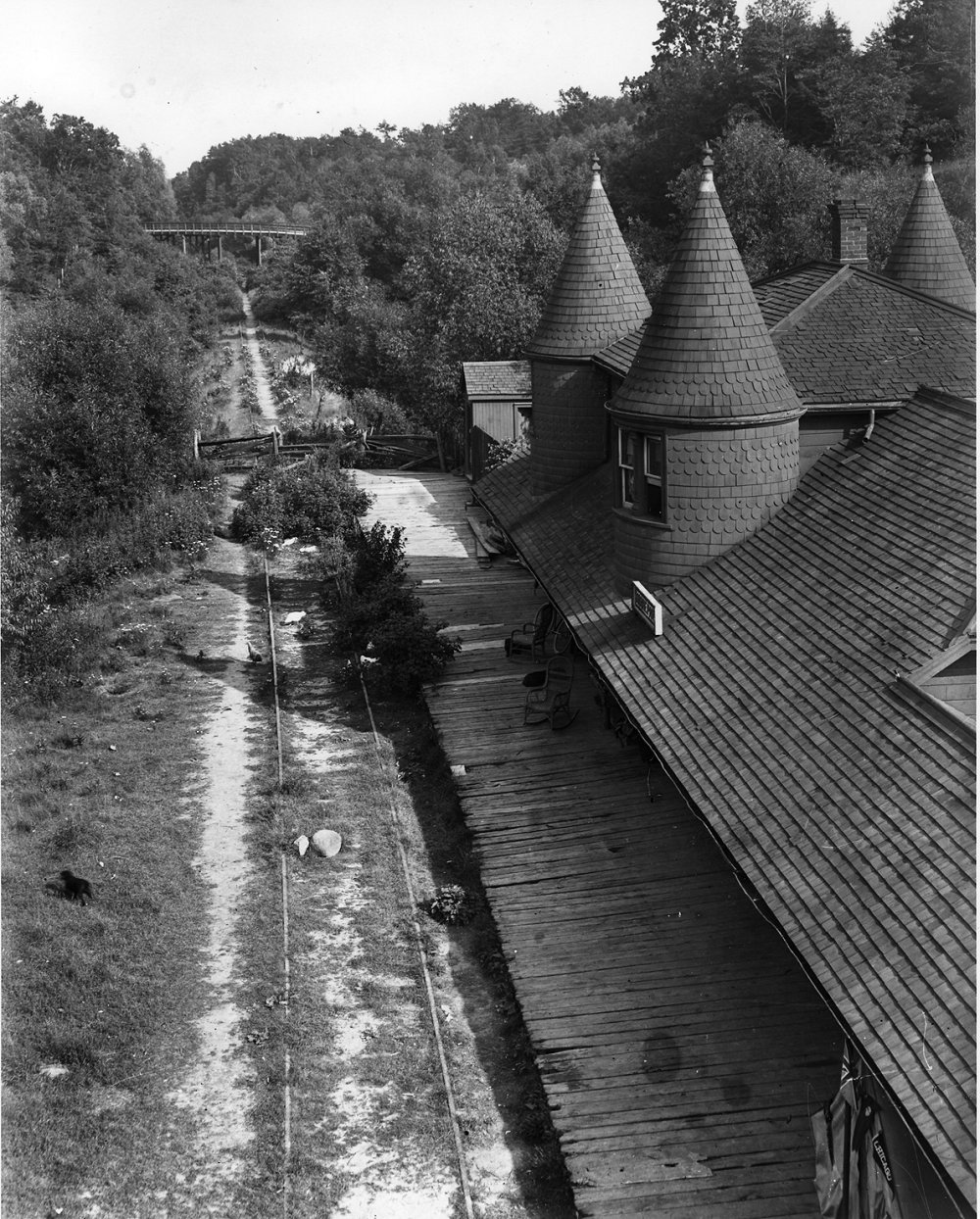
photo de l'ancienne voie de chemin de fer de la Toronto Belt Line Railway

La Toronto Belt Line Railway est une ancienne ligne de chemin de fer desservant la périphérie de la ville de Toronto, en Ontario, au Canada, à la fin du XIXe siècle. Construite au début des années 1890 par l'entrepreneur et homme politique James David Edgar (en), elle a été mise en service durant seulement deux années, du 30 juillet 1892 au 17 novembre 1894. La ville desservait les communes et villages, devenus désormais quartiers de Toronto, de Rosedale, Moore Park, Forest Hill, Fairbanks ou Swansea.
Certaines portions de la voie ferroviaire ont été converties en chemin pédestre.

## Liste des stations
- Don Station
- Moore Park Station
- Forest Hill Station
- Fairbanks Station
- Eglinton
- Yonge

## Sources
- (en) Cet article est partiellement ou en totalité issu de l’article de Wikipédia en anglais intitulé « Toronto Belt Line Railway » (voir la liste des auteurs).